# Adieu God?
Adieu God? is een Nederlands televisieprogramma dat sinds 19 april 2012 wordt uitgezonden door de Evangelische Omroep. Tijs van den Brink interviewt in iedere aflevering een bekende gast, met het christelijk geloof als rode draad. In de eerste jaren ging het telkens om mensen die van het christendom uit hun jeugd waren afgestapt. Vanaf oktober 2017 komen ook gasten aan het woord zonder een christelijke achtergrond, die wel een zekere interesse in dit geloof hebben.

## Overzicht van afleveringen

### Seizoen 1 (2012)
| Aflevering | Gast                | Datum    |
| ---------- | ------------------- | -------- |
| 1          | Johan Derksen       | 19 april |
| 2          | Anita Witzier       | 26 april |
| 3          | Erik van Muiswinkel | 3 mei    |
| 4          | Sara Kroos          | 10 mei   |
| 5          | Ronald Plasterk     | 17 mei   |
| 6          | Goedele Liekens     | 24 mei   |

### Seizoen 2 (2013)
| Aflevering | Gast               | Datum       |
| ---------- | ------------------ | ----------- |
| 1          | Youp van 't Hek    | 6 januari   |
| 2          | Franca Treur       | 13 januari  |
| 3          | Jörgen Raymann     | 20 januari  |
| 4          | Hans van Breukelen | 27 januari  |
| 5          | Sharon Gesthuizen  | 3 februari  |
| 6          | Lenette van Dongen | 10 februari |
| 7          | Bennie Jolink      | 17 februari |
| 8          | Jan Slagter        | 14 april    |
| 9          | Marlies Dekkers    | 21 april    |
| 10         | Jack Spijkerman    | 28 april    |
| 11         | Zarayda Groenhart  | 5 mei       |
| 12         | Boris van der Ham  | 12 mei      |
| 13         | Petra Stienen      | 19 mei      |
| 14         | Adjiedj Bakas      | 26 mei      |

### Seizoen 3 (2013)
| Aflevering | Gast                   | Datum        |
| ---------- | ---------------------- | ------------ |
| 1          | Filemon Wesselink      | 8 september  |
| 2          | Stevo Akkerman         | 15 september |
| 3          | Mike Boddé             | 22 september |
| 4          | Wouke van Scherrenburg | 29 september |
| 5          | Carel ter Linden       | 6 oktober    |
| 6          | Gretta Duisenberg      | 13 oktober   |
| 7          | Joost Eerdmans         | 20 oktober   |
| 8          | Jan des Bouvrie        | 27 oktober   |
| 9          | Martin Šimek           | 3 november   |
| 10         | Bastiaan Ragas         | 10 november  |

### Seizoen 4 (2014)
| Aflevering | Gast                 | Datum       |
| ---------- | -------------------- | ----------- |
| 1          | Jochem van Gelder    | 31 mei      |
| 2          | Lucille Werner       | 7 juni      |
| 3          | Harry Vermeegen      | 14 juni     |
| 4          | Marga Bult           | 21 juni     |
| 5          | Adelheid Roosen      | 28 juni     |
| 6          | Cor Bakker           | 5 juli      |
| 7          | Hans Kraay jr.       | 12 juli     |
| 8          | Leontien van Moorsel | 19 juli     |
| 9          | Stefan Groothuis     | 26 juli     |
| 10         | Rik Felderhof        | 2 augustus  |
| 11         | Diederik Stapel      | 9 augustus  |
| 12         | Peter van Uhm        | 16 augustus |
| 13         | Albert Verlinde      | 23 augustus |
| 14         | Tooske Ragas         | 30 augustus |

### Seizoen 5 (2015)
| Aflevering | Gast                    | Datum       |
| ---------- | ----------------------- | ----------- |
| 1          | Mark Tuitert            | 1 maart     |
| 2          | Arjen Lubach            | 8 maart     |
| 3          | Raymond van de Klundert | 22 maart    |
| 4          | Pia Dijkstra            | 29 maart    |
| 5          | Wilfred Genee           | 5 april     |
| 6          | Wim Daniëls             | 12 april    |
| 7          | Rob Kamphues            | 19 april    |
| 8          | Hans Klok               | 26 april    |
| 9          | Ruud de Wild            | 10 mei      |
| 10         | Gijs Staverman          | 17 mei      |
| 11         | Jon van Eerd            | 24 mei      |
| 12         | Jan Siebelink           | 15 november |
| 13         | Marion Pauw             | 22 november |
| 14         | Paul Witteman           | 29 november |

### Seizoen 6 (2016)
| Aflevering | Gast                    | Datum        |
| ---------- | ----------------------- | ------------ |
| 1          | Pia Douwes              | 24 januari   |
| 2          | Jandino Asporaat        | 31 januari   |
| 3          | Arthur Japin            | 7 februari   |
| 4          | Jan Marijnissen         | 14 februari  |
| 5          | Connie Palmen           | 21 februari  |
| 6          | Midas Dekkers           | 28 februari  |
| 7          | Sjuul Paradijs          | 6 maart      |
| 8          | Bart Chabot             | 13 maart     |
| 9          | Pieter Jan Leusink      | 20 maart     |
| 10         | Sywert van Lienden      | 27 maart     |
| 11         | Sofie van den Enk       | 3 april      |
| 12         | Margriet van der Linden | 10 april     |
| 13         | Freek de Jonge          | 11 september |
| 14         | Kees Torn               | 18 september |
| 15         | Typhoon                 | 25 september |
| 16         | Frénk van der Linden    | 2 oktober    |
| 17         | Kristien Hemmerechts    | 9 oktober    |
| 18         | Tim Hofman              | 13 november  |

### Seizoen 7 (2017)
| Aflevering | Gast                 | Datum       |
| ---------- | -------------------- | ----------- |
| 1          | Maarten 't Hart      | 19 maart    |
| 2          | Lilianne Ploumen     | 26 maart    |
| 3          | Esther Gerritsen     | 2 april     |
| 4          | Aart Staartjes       | 9 april     |
| 5          | Annemiek Schrijver   | 16 april    |
| 6          | Tangarine            | 23 april    |
| 7          | Paul van Vliet       | 30 april    |
| 8          | Jeroen Pauw          | 7 mei       |
| 9          | Suzanne Bosman       | 14 mei      |
| 10         | Yvonne Kroonenberg   | 21 mei      |
| 11         | Erik Scherder        | 22 oktober  |
| 12         | Jessica Durlacher    | 5 november  |
| 13         | Charles Groenhuijsen | 12 november |
| 14         | Dennis Honing        | 19 november |
| 15         | Stephan Sanders      | 26 november |
| 16         | Sylvia Geersen       | 3 december  |

### Seizoen 8 (2018)
| Aflevering | Gast | Datum       |
| ---------- | --- | ----------- |
| 1          | Dries van Agt | 11 maart    |
| 2          | Tommy Wieringa | 18 maart    |
| 3          | Rosita Steenbeek | 25 maart    |
| 4          | Peter Vandermeersch | 1 april     |
| 5          | Stef Bos | 8 april     |
| 6          | Fidan Ekiz | 15 april    |
| 7          | Jan Leyers | 22 april    |
| 8          | Maarten Spanjer | 29 april    |
| 9          | Erik Scherder | 1 juli      |
| 10         | Stephan Sanders | 8 juli      |
| 11         | Fidan Ekiz | 16 juli     |
| 12         | Dries van Agt | 22 juli     |
| 13         | Gerri Eickhof | 7 oktober   |
| 14         | Ranomi Kromowidjojo | 14 oktober  |
| 15         | Sigrid Kaag | 21 oktober  |
| 16         | Dries van Agt, Johan Derksen, Margriet van der Linden, Maarten 't Hart, Midas Dekkers, Erik Scherder, Jeroen Pauw, Marlies Dekkers, Youp van 't Hek Esther Gerritsen | 22 oktober  |
| 17         | Heleen Mees | 28 oktober  |
| 18         | Marga van Praag | 4 november  |
| 19         | Ben Bot | 11 november |

### Seizoen 9 (2019)
| Aflevering | Gast                | Datum       |
| ---------- | ------------------- | ----------- |
| 1          | Peter van der Vorst | 24 maart    |
| 2          | Noraly Beyer        | 31 maart    |
| 3          | Hans Sibbel         | 7 april     |
| 4          | Bas Heijne          | 14 april    |
| 5          | Herman Finkers      | 21 april    |
| 6          | Mei Li Vos          | 28 april    |
| 7          | Bram Tankink        | 5 mei       |
| 8          | Kees Tol            | 12 mei      |
| 9          | Theo Maassen        | 20 oktober  |
| 10         | Carolina Dijkhuizen | 27 oktober  |
| 11         | Mart Smeets         | 3 november  |
| 12         | Ans Markus          | 10 november |
| 13         | Wierd Duk           | 17 november |
| 14         | Trijntje Oosterhuis | 24 november |

### Seizoen 10 (2020)
| Aflevering | Gast                              | Datum        |
| ---------- | --------------------------------- | ------------ |
| 1          | Stine Jensen & Gor Khatchikyan    | 20 april     |
| 2          | Freek de Jonge & Claartje Kruijff | 27 april     |
| 3          | Wierd Duk & Kars Veling           | 4 mei        |
| 4          | Robbert Dijkgraaf                 | 11 mei       |
| 5          | Henk Schiffmacher                 | 18 mei       |
| 6          | René Diekstra                     | 25 mei       |
| 7          | Nielson                           | 31 augustus  |
| 8          | Carine Crutzen                    | 7 september  |
| 9          | Ferdinand Grapperhaus             | 14 september |
| 10         | Annie Schilder                    | 21 september |
| 11         | Tim Fransen                       | 28 september |
| 12         | Ahmed Marcouch                    | 5 oktober    |

### Seizoen 11 (2021)
| Aflevering | Gast                    | Datum       |
| ---------- | ----------------------- | ----------- |
| 1          | Jan Terlouw             | 1 maart     |
| 2          | Igmar Felicia           | 8 maart     |
| 3          | Iris Hond               | 15 maart    |
| 4          | Evert ten Napel         | 22 maart    |
| 5          | Susan Smit              | 29 maart    |
| 6          | Jeangu Macrooy          | 5 april     |
| 7          | Arnon Grunberg          | 12 april    |
| 8          | Sylvana Simons          | 19 april    |
| 9          | Adriaan van Dis         | 11 oktober  |
| 10         | Martijn Koning          | 18 oktober  |
| 11         | Natacha Harlequin       | 25 oktober  |
| 12         | Twan Huys               | 1 november  |
| 13         | Henny Huisman           | 8 november  |
| 14         | Francis van Broekhuizen | 15 november |

### Seizoen 12 (2022)
| Aflevering | Gast              | Datum       |
| ---------- | ----------------- | ----------- |
| 1          | Özcan Akyol       | 28 februari |
| 2          | Frank Boeijen     | 7 maart     |
| 3          | Jennifer Hoffman  | 14 maart    |
| 4          | Lale Gül          | 21 maart    |
| 5          | Rutger Bregman    | 28 maart    |
| 6          | Catherine Keyl    | 4 april     |
| 7          | Antoine Bodar     | 18 april    |
| 8          | Kees van der Spek | 25 april    |
| 9          | Chazia Mourali    | 17 oktober  |
| 10         | Hugo de Jonge     | 24 oktober  |
| 11         | Thomas van Luyn   | 31 oktober  |
| 12         | Jellie Brouwer    | 7 november  |
| 13         | Leon de Winter    | 13 november |
| 14         | Frits Barend      | 21 november |

### Seizoen 13 (2023)
| Aflevering | Gast                 | Datum    |
| ---------- | -------------------- | -------- |
| 1          | Israel van Dorsten   | 12 maart |
| 2          | Waldemar Torenstra   | 19 maart |
| 3          | Sinan Can            | 26 maart |
| 4          | Hugo Borst           | 2 april  |
| 5          | Frits Wester         | 9 april  |
| 6          | Cornald Maas         | 16 april |
| 7          | Esther Ouwehand      | 23 april |
| 8          | Marcel van Roosmalen | 30 april |

### Seizoen 14 (2024)
| Aflevering | Gast                   | Datum    |
| ---------- | ---------------------- | -------- |
| 1          | Caroline van der Plas  | 10 maart |
| 2          | Rick Paul van Mulligen | 17 maart |
| 3          | Cisca Dresselhuys      | 24 maart |
| 4          | Jan Beuving            | 31 maart |
| 5          | Henk Westbroek         | 7 april  |
| 6          | Huub Stapel            | 14 april |
| 7          | Renze Klamer           | 21 april |
| 8          | John van den Heuvel    | 28 april |

### Seizoen 15 (2024)
| Aflevering | Gast                  | Datum       |
| ---------- | --------------------- | ----------- |
| 1          | Irene der Nederlanden | 13 oktober  |
| 2          | Ernst Daniël Smid     | 20 oktober  |
| 3          | Rob Oudkerk           | 27 oktober  |
| 4          | Mieke van der Weij    | 3 november  |
| 5          | Frans Timmermans      | 10 november |
| 6          | Arie Boomsma          | 17 november |

### Seizoen 16 (2025)
| Aflevering | Gast               | Datum   |
| ---------- | ------------------ | ------- |
| 1          | Maarten van Rossem | 10 mei  |
| 2          | Angela Groothuizen | 17 mei  |
| 3          | Leo Alkemade       | 24 mei  |
| 4          | Dirk De Wachter    | 31 mei  |
| 5          | Mart de Kruif      | 7 juni  |
| 6          | Renske Leijten     | 14 juni |
| 7          | Derk Sauer         | 21 juni |
| 8          | Rob Jetten         | 28 juni |